# Азаян Багдасар Мартиросович
Багдасар Мартиросович Азаян (вірм. Ազոյան Բաղդասար Մարտիրոսի; 1905—1972) — радянський працівник сільського господарства, голова колгоспу «Дружба» Сисіанського району Вірменської РСР; Герой Соціалістичної Праці (1949).

## Біографія
Народився 15 травня (27 травня за новим стилем) 1912 року в Західній Вірменії.
З 1938 по 1955 рік очолював колгосп «Дружба». Потім працював на різних посадах у Сисіанському районі Вірменської РСР.
18 червня 1949 року удостоєний звання Героя Соціалістичної Праці з врученням ордена Леніна.
Помер 10 грудня 1972 року.

## Нагороди
- Герой Соціалістичної Праці (18.06.1949).
- Орден Леніна (18.06.1949).
- Орден Трудового Червоного Прапора (24.11.1945).
- Медалі.